# Ratmata
Ratmata – gaun wikas samiti we wschodniej części Nepalu w strefie Sagarmatha w dystrykcie Okhaldhunga. Według nepalskiego spisu powszechnego z 2001 roku liczył on 480 gospodarstw domowych i 3269 mieszkańców (1627 kobiet i 1642 mężczyzn).